# René Koechlin
Pour les articles homonymes, voir Koechlin et Famille Koechlin.
René Koechlin (prononcé ke'klɛ̃), né le 4 août 1866 à Buhl (Haut-Rhin) et mort le 30 juin 1951 à Blonay, est un ingénieur franco-suisse, spécialiste de la production d'électricité par force hydraulique.

## Biographie
Fils de Jean-Frédéric Koechlin, fabricant, et d'Anaïs Beuck, frère de Maurice Koechlin, ingénieur qui a conçu la Tour Eiffel en collaboration avec Gustave Eiffel, René Koechlin épouse en 1896 Elisabeth Sophie Rossier, fille d'Henri Rossier, médecin de Vevey.
Il fait des études d'ingénieur en génie civil à l'École polytechnique fédérale de Zurich (1883-1887). De 1890 à 1899, René Koechlin collabore à plusieurs projets de travaux publics, réalisant notamment une étude sur le percement du tunnel du Simplon.
Il participe à la construction du métro de Paris (ligne nord-sud) et à un projet d'exploitation des eaux du Rhin à des fins de production d'électricité pour le compte de fabriques alsaciennes. Dès 1907, il est directeur de la Société suisse d'industrie électrique à Bâle. En 1910, il crée les Forces motrices du Haut-Rhin, société qui construisit la centrale hydro-électrique de Kembs (Alsace), mise en service en 1932.
René Koechlin construit au Lac Noir (Vosges) la première station de transfert d'énergie par pompage (STEP) au monde, de 1928 à 1933.
René Koechlin fut aussi voyageur, peintre et collectionneur d'œuvres d'art.

## Distinctions
- Chevalier de la Légion d'honneur (1927)
- Officier de la Légion d'honneur (1932)
- Commandeur de la Légion d'honneur (1950)
- Docteur honoris causa de l'Université de Lausanne (1945)[4]

## Publications
- Voyage en Asie centrale, Paris-Samarkand, 1888, préface de Catherine Poujol, Strasbourg, La Nuée Bleue, 2002.
- Mécanisme de l'eau et principes généraux pour l'établissement d'usines hydro-électriques, tome 2, avec Maurice Koechlin, Paris, Ch. Béranger, 1926.
- La navigation et l'utilisation des forces motrices du Rhin en aval de Bâle, Bâle, F. Wittmer, 1919.
- Le Grand canal d'Alsace et l'installation hydro-électrique de Kembs, Paris, La Vie technique, industrielle, agricole et coloniale, 1923.
- Les eaux souterraines : leur utilisation comme eau potable, leur enrichissement artificiel, avec André Koechlin, Lausanne, F. Rouge, 1945.
- Nouveau barrage mobile à grande portée système René Kœchlin, avec Jan Kanty Gregorowicz, Paris, Imprimerie Lenormand, 1903.
- Mécanisme de l'eau et principes généraux pour l'établissement d'usines hydro-électriques, tome premier, avec Maurice Koechlin, Paris, C. Béranger, 1924.
- Utilisation de la force motrice du Rhin pour une distribution d'électricité dans la Haute-Alsace et le Grand-Duché de Bade, Mulhouse, 1906.
- Les glaciers et leur mécanisme, introduction par Auguste Piccard, Lausanne, F. Rouge, 1944.
- Tableaux généalogiques de la famille Koechlin 1460-1914, Mulhouse, E. Meininger, 1914.
- Tableaux généalogiques de la famille Koechlin, Mulhouse, Veuve Bader, 1892.
- L'Aménagement du Rhin entre Strasbourg et Bâle : le port de Strasbourg, le port de Bâle, le projet du port rhénan de Mulhouse, Mulhouse-Dornach, Braun, 1946.
- Après hier, avant demain, la ville, essai de poléonomie, approche théorique de l'architecture et de l'urbanisme selon des modèles philosophiques et systémiques, Lausanne, A. Delcourt, 1988.
- Formules et tableaux pour le calcul de pièces de construction à la traction, à la compression (flambage) et à la flexion, Zürich, E. Rascher, 1901.
- Mécanisme de l'eau et principes généraux pour l'établissement d'usines hydro-électriques, avec Maurice Koechlin, Ch. Béranger, 1924-1926.
- Barrages mobiles cylindriques à grande portée, Paris, 1903[5].